# Enmebaragesi
Enmebaragesi (em sumério: 𒂗𒈨𒁈𒄄𒋛; romaniz.: EN.ME.BARAG.GE.SI) foi um rei de Quis, antiga cidade suméria localizada no atual Iraque. Segundo a Lista de reis da Suméria, este rei conquistou Elão e seu reinado durou 900 anos até sua derrota frente a Dumuzide o pescador, rei de Uruque.

## Biografia
Enmebaragesi é o rei sumério mais antigo da Lista a ter sua existência confirmada pela arqueologia, uma vez que inscrições com seu nome foram recuperadas em Nipur. Seu reinado ocorreu no terceiro milênio a.C.. De acordo com outro documento histórico, a Inscrição de Tumal, Enmebaragesi construiu o primeiro templo de Tumal, em Nipur, em homenagem a Enlil, deus do ar. Além disso, Enmebaragesi obteve o controle sobre o sul da Mesopotâmia e também em Elão, localizada no sudoeste do Irã.
De acordo com a Lista, seu filho, Aga de Quis, foi o último rei da primeira dinastia de Quis. Ele também é mencionado em uma seção da Epopeia Suméria original de Gilgamés, como o pai do rei Aga que sitiou Uruque. A Lista de reis sumérios e a Inscrição de Tumal concordam com o Épico de Gilgamés, tornando-o pai de Aga, que foi o rei final da 1ª dinastia de Quis. Assim, os fragmentos que comprovam a historicidade de Enmebaragesi aprimoram a noção de que Gilgamés também é histórico.[carece de fontes?]
O rei mais tarde do Renascimento Sumério (Ur III), Sulgi, dirigiu um de seus poemas de louvor a Gilgamés, que credita Gilgamés a capturar e derrotar Enmebaragesi - contradizendo assim a lista de reis, onde ele já havia sido capturado e morto pelo antecessor de Gilgamés. Em outra parte do épico de Gilgamés, Gilgamés oferece sua "irmã" Enmebaragesi para ser a esposa do monstro Humbaba, causando algum debate sobre o gênero de Enmebaragesi, com a maioria dos estudiosos adotando essa referência como uma brincadeira.[carece de fontes?]